# Dinastia XXVII d'Egipte

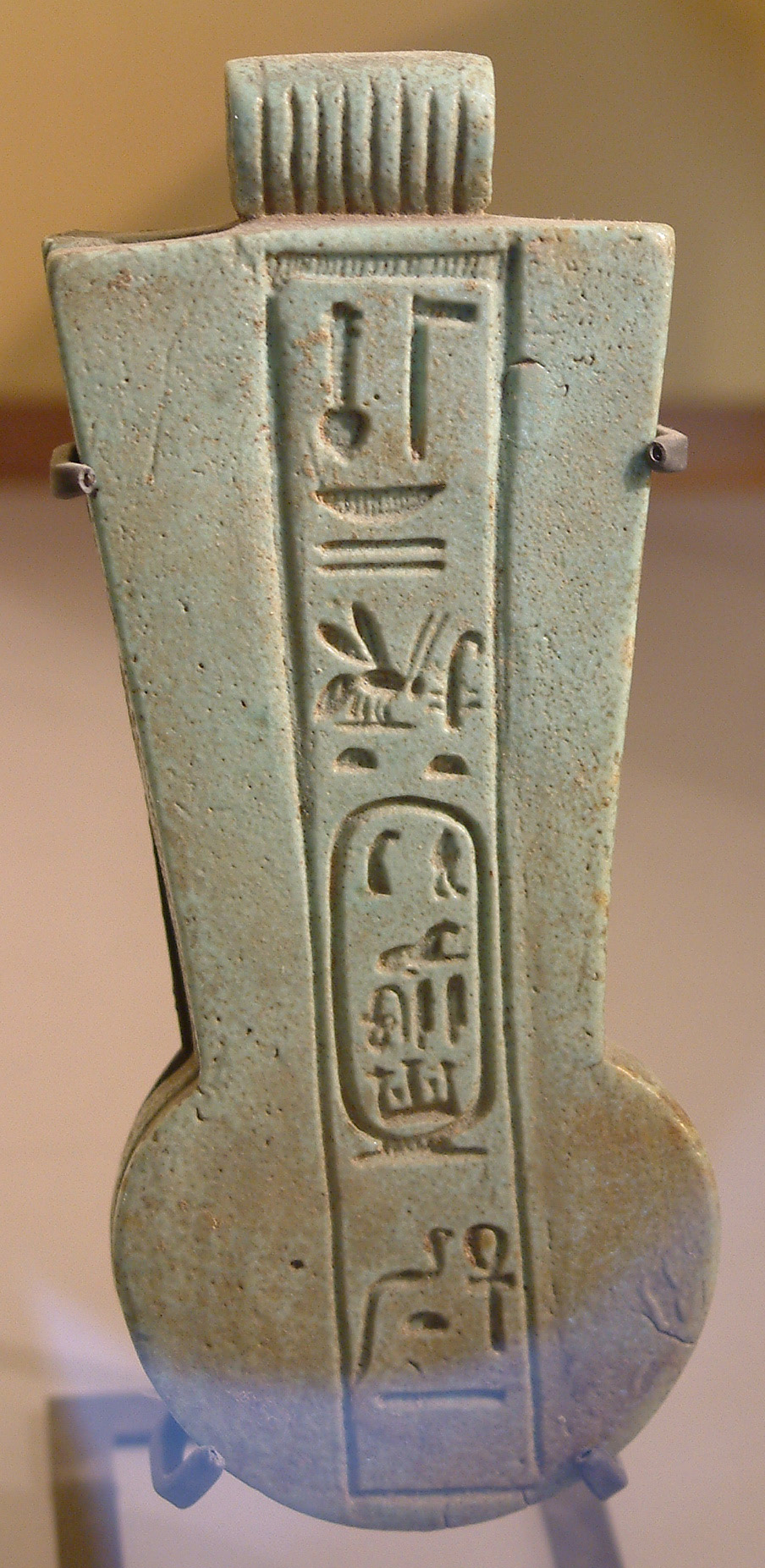
Jeroglífic de Darios I. Museu del Louvre.

La dinastia XXVII també anomenada primera dominació persa d'Egipte transcorre entre el 525-404 aC. Egipte va ser sotmès i integrat dins de l'imperi Aquemènida en dues ocasions. La primera dominació va durar 120 anys. Els reis perses van ser representats a Memfis per un sàtrapa i un tresorer, tot i que ideològicament aquests emperadors eren els successors dels faraons saïtes i per a Manethó van constituir de fet la dinastia XXVII. Des de l'època saïta Egipte havia prosperat brillantment econòmicament i culturalment; Cambises II i Darios I aconseguiren una província especialment lucrativa. Al mateix temps, els funcionaris natius aliats i els perses estaven summament capacitats per administrar la terra. Aquests també es van assentar, van reforçar les guarnicions amb estrangers (com la judeo-aramea d'Elefantina) i van donar a grecs i fenicis facilitats com a mercaders. Cambises II i especialment, Darios I van ser representats com a genuïns faraons en nombrosos monuments públics i privats. Al voltant de 445 aC, sota Artaxerxes I, Heròdot va visitar Egipte. Les dinasties XXV, XXVI, XXVII, XXVIII, XXIX, XXX i XXXI configuren, generalment, l'anomenat Període Tardà d'Egipte.

## Faraons de la dinastia XXVII d'Egipte
| Nom           | Comentaris | Regnat     |
| ------------- | ---------- | ---------- |
| Cambises II   | -          | 525-521 aC |
| Esmerdis      | -          | 521-521 aC |
| Darios I      | -          | 521-485 aC |
| Xerxes I      | -          | 485-465 aC |
| Artaxerxes I  | -          | 465-424 aC |
| Xerxes II     | -          | 424-424 aC |
| Sogdià        | -          | 424-423 aC |
| Darios II     | -          | 423-404 aC |
| Artaxerxes II | -          | 404-404 aC |

## Cronologia de la dinastia II
Cronologia estimada pels egiptòlegs:
- Primer faraó:  Cambises II , 525/3 - 522/1 aC
- Darrer faraó:  Artaxerxes II , 405/04 - 401 aC (Von Beckerath)